# Beate Högfeldt
Beate Maria Högfeldt, född 14 oktober 1840, död 6 juni 1918, var en svensk pianist och pianopedagog.

## Biografi
Beate Högfeldt föddes 14 oktober 1840. Hon var dotter till skepparen och läraren Pehr Högfeldt och Beate Maria Been. Högfeldt utbildade sig för Oscar Byström och Franz Berwald vid Kungliga Musikkonservatoriet. Hon invaldes som ledamot nr 437 av Kungliga Musikaliska Akademien den 28 januari 1870. Hon gifte sig 1872 med konsuln Frithiof Hultman (1831–1890) och var bosatt i Ekenäs i Finland.